# Svaha: The Sixth Finger
Pour plus de détails, voir Fiche technique et Distribution.
Svaha: The Sixth Finger (hangeul : 사바하 ; hanja : 娑婆訶 ; RR : Sabaha) est un film sud-coréen réalisé par Jang Jae-hyeon, sorti en 2019.
Se situant dans le même univers que celui de The Priests du même réalisateur, l'histoire se déroule dans le milieu des cercles religieux et en particulier celui des nouvelles sectes.
Il est premier du box-office sud-coréen de 2019 lors de sa première semaine d'exploitation, mettant fin à 4 semaines de domination de Extreme Job.

## Synopsis
Le pasteur Park (Lee Jeong-jae), chargé d'enquêter sur les groupes religieux suspects, est engagé pour faire des recherches sur la secte du Mont du Cerf. De son côté, le capitaine de police Hwang (Jeong Jin-young (en)) travaille sur le meurtre d'un adolescent et suspecte rapidement un membre de la secte en question.

## Fiche technique
Sauf indication contraire ou complémentaire, les informations mentionnées dans cette section peuvent être confirmées par la base de données KMDb
- Titre original : 사바하
- Titre international et français : Svaha: The Sixth Finger
- Réalisation et scénario : Jang Jae-hyeon
- Musique : Kim Tae-seong
- Direction artistique : Seo Seong-gyeong
- Costumes : Jo Sang-gyeong
- Photographie : Kim Tae-soo
- Montage : Jeong Byeong-jin
- Production : Kang Hye-jung et Ryoo Seung-wan
- Sociétés de production : Filmmaker R & K et filmK
- Sociétés de distribution : CJ Entertainment (Corée du Sud) ; Netflix (monde)
- Pays de production :  Corée du Sud
- Langue originale : coréen
- Format : couleur
- Genre : suspense
- Durée : 122 minutes
- Dates de sortie :
  - Corée du Sud : 20 février 2019
  - Monde : 19 mai 2019 (Netflix)

## Distribution
- Lee Jeong-jae : le pasteur Park
- Park Jeong-min : Na-han
- Lee Jae-in : Geum-hwa
- Jeong Jin-young (en) : le capitaine Hwang
- Lee David (en) : Joseph
- Jin Seon-kyu : le moine Hae-an
- Ji Seung-hyeon (en) : Kim Cheol-jin
- Min Tanaka : Nechung Tenpa
- Cha Sun-bae : le chef moine
- Hwang Jung-min : la diaconesse Sim
- Lee Hang-na : Park Eun-hye
- Jung Dong-hwan : Kim Je-seok
- Moon Chang-gil : le grand-père de Geum-hwa
- Lee Joo-sil : la mère Geum-hwa
- Cha Rae-hyung : l'inspecteur Jo
- Oh Yoon-hong : le bodhisattva Yeon-hwa
- Kim Hong-pa : le directeur de prison
- Kim Geum-soon : le chaman de Jecheon
- Park Ji-hwan : Jang-seok
- Kim So-sook : la mère de Cheol-jin
- Kwon Gwi-bin : la mère de Na-han
- Moon Sook : Myung-hee
- Lee Dae-hyeon : Dr Noh
- Bae Hae-sun : le docteur spécialisé à l'autopsie
- Yoon Kyung-ho : le propriétaire de l'étable
- Jung Seo-in : la femme du propriétaire de l'étable
- Baek Seung-chul : le père Geum-hwa
- Lee Sang-woo : le grand moine
- Yoo Ji-tae

## Production
Le tournage commence le 19 novembre 2017 et se termine le 9 avril 2018.

## Distinctions

### Récompense
- Baeksang Arts Awards 2019: meilleur espoir féminin pour Lee Jae-in[2]

### Nominations
- Baeksang Arts Awards 2019[2] :
  - Meilleur film
  - Meilleur réalisateur Jang Jae-hyun

## Anecdotes
Après avoir montré dans le film une image de Na Cheol, fondateur du daejongisme, avec le visage de Kim Je-seok — joué par Jeong Dong-hwan (en), la production s'est excusée et a remplacé l'image controversée.